# Seminarstrasse 5

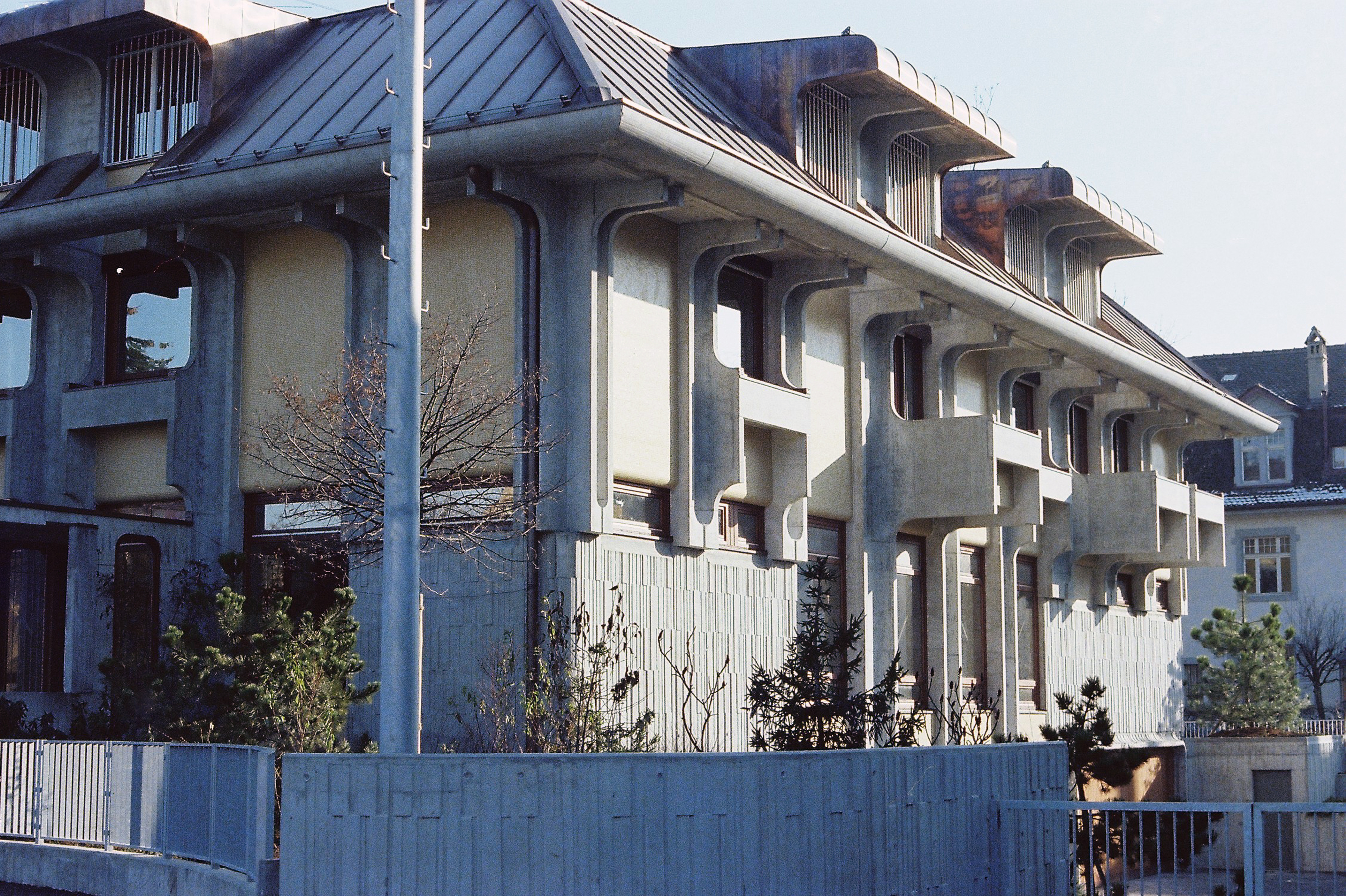
Ansicht von Süden (2020)

Das Gebäude Seminarstrasse 5 ist ein denkmalgeschütztes Bauwerk in der Stadt Bern. Das Bauwerk wurde 1976 vom Architekten Aleksandar Keković für die jugoslawische Botschaft entworfen. Es ist dient der Republik Serbien als Botschaft und Konsulat in der Schweiz.

## Lage
Die Liegenschaft «Seminarstrasse 5» liegt südlich des meist modern bebauten Campus Muristalden mit dem «Trigon» von 2002. Die Privatschule aller Stufen wurde dort 1854 als «Evangelisches Lehrerseminar Muristalden» geründet. Das Quartier Kirchenfeld-Brunnadern gehört zum Stadtteil im Stadtteil IV Kirchenfeld-Schosshalde. Der Strassenzug zeigt im weiteren Verlauf der Seminarstrasse sechs weitere Objekte mit der Einstufung «schützenswert», sowie die vier Häuser 6–12 (gerade Nummern) in der Habsburgstrasse. Das 1897 erbaute Nachbarhaus mit der Nummer «7» hat das Prädikat «erhaltenswert». Es gehörte zusammen mit dem 1976 abgerissenen Nachbarbau Nummer «5» zu den Lehrerhäusern des Seminars. Das südlich benachbarte Doppeleinfamilienhaus an der Kramburgstrasse von 1908/1909 gilt als «beachtenswert». Seine Westhälfte dient der Botschaft von Aserbaidschan.

## Geschichte
Die Erschliessung des etwa 80 Hektar grossen Kirchen- und Lindenfelds begann 1881 mit dem Baubeginn der Kirchenfeldbrücke finanziert durch die Berne-Land-Company in London. Ein Wohnquartier für das wohlhabende Bürgertum sollte entstehen, jedoch verlief der «Verkauf von Bauparzellen mehr als schleppend». Um den Absatz zu fördern, wurde die Berner Kirchenfeld-Baugesellschaft gegründet. Sie schrieb einen Architekturwettbewerb für Villen aus, erstellte schlüsselfertige Villen und suchte Käufer für diese.
Das serbische Königreich war ab 1917 in Bern diplomatisch vertreten. Es ging 1918 im späteren Königreich Jugoslawien auf. Die Regierung Titos wurde von der Schweiz am 4. Mai 1945, noch vor Ausrufung der Volksrepublik, anerkannt. Die Sozialistische Föderative Republik Jugoslawien liess nach dem Abriss des Lehrerhauses 1976 bis 1978 das Botschaftsgebäude in der Seminarstrasse errichten. Die Anerkennung der Bundesrepublik Jugoslawien durch die Schweiz erfolgte am 30. September 1996. Die spätere Namensänderung in Serbien und Montenegro sowie die Abspaltung Montenegros 2006 wurde zur Kenntnis genommen.
Zeitweise suchte Serbien im Frühjahr 2018 einen Käufer für das Botschaftsgebäude. Die Umzugspläne wurde nicht realisiert.
Ausserordentlicher und bevollmächtigter Botschafter der Republik Serbien war von Dezember 1919 bis 2024/2025 Goran Bradić. Er übergab im Januar 2020 sein Beglaubigungsschreiben in Bern sowie im Februar 2021 an Erbprinz Alois von und zu Liechtenstein. Nachfolger wurde sein Erster Sekretär Bojan Stojanović als Chargé d’Affaires.

## Beschreibung
Das Gebäude ist ein zweigeschossiger Elementbau mit Mansartwalmdach. Gartenseitig öffnet sich auch das Kellergeschoss nach Süden. Der Baukörper wird durch in Beton gegossenen Fertigelemente strukturiert und zeigt einen «ausgesprochen skulpturalen Charakter». Sein Detailreichtum wird in den Dekorreliefs der seitlichen Grundstückseinfassungen fortgeführt. Ein Wechselspiel von geschlossenen und offenen Wandfeldern belebt die Fassaden. Eine durchgehende Traufe, Balkone und profilierte Pfeiler verleihen dem Bauwerk einen «wehrhaften» Charakter. Im Gegensatz entsteht ein «offener Ausdruck» mittels durchbrochener Flächen im vielgliedrigen kupfergedeckten Dach, grosser ungeteilter Fenster und heller Wandflächen. Der «in sich stimmige» Entwurf wird durch die materialtypische Farben des grauen Sichtbetons, der kupfergrünen Dacheindeckung, der braunen Holzrahmen und -türen sowie ockergelb gehaltener Wandflächen ergänzt.
Stilistisch gehört die Formensprache des Bauwerks zur Spätmoderne mit «brutalistischer Tendenz», zeigt aber schon Ansätze postmoderner Architektur. Stilistisch verwandt sind die serbische Nationalbibliothek von Ivo Kurtović sowie die Berner «Siedlung Brunnadern» von Atelier 5. Der Entwerfer Aleksandar Keković war leitender Architekt der staatlichen Bauunternehmung Energoprojekt jugoslovensko und entwarf Hotels, Kurhäuser, Schulen in Budva und Lagos sowie das Flughafengebäude in Entebbe.
Das «ausdrucksstarke» und «gesamthaft spannungsvoll konzipierte» Botschaftsgebäude wird im Stadtberner Bauinventar als «schützenswert» geführt, sein Aussenraum ist «von denkmalpflegerischem Interesse».

## Belege
1. 1 2  Quartiergeschichte Kirchenfeld-Brunnadern im Berner Bauinventar,  S. 4–6, abgerufen am 21. Juli 2023 (PDF; 6,99 MB).
2. ↑  Therese Steffen Gerber: Serbien. In: Historisches Lexikon der Schweiz.  21. März 2013.
3. ↑  Therese Steffen Gerber: Jugoslawien. In: Historisches Lexikon der Schweiz.  5. Mai 2015.
4. ↑  Andres Marti: Serbien verkauft seine Botschaft im Kirchenfeld – und schweigt. In: Der Bund. 15. Februar 2018; abgerufen am 29. Mai 2025.
5. ↑  news.admin.ch: Übergabe des Beglaubigungsschreibens. Medienmitteilung vom 27. Februar 2021, abgerufen am 29. Mai 2025.
6. ↑  news.admin.ch: Ambassador Goran Bradić presented his credentials to H.S.H. Hereditary Prince Alois of Liechtenstein. Medienmitteilung vom 14. Januar 2020, abgerufen am 29. Mai 2025.
7. ↑  berne.mfa.gov.rs: Ambassador. Abgerufen am 29. Mai 2025.
8. 1 2 3  Seminarstrasse 5, Beschreibung von 2016 im Berner Bauinventar (PDF, 1,28 MB, abgerufen am 26. Mai 2025).
9. ↑  Als Kulturgut regionaler Bedeutung unter Schutz gestellt: B-Objekt, KGS-Nummer 17194 im Schweizerischen Inventar der Kulturgüter von nationaler und regionaler Bedeutung.

Koordinaten: 46° 56′ 35,4″ N, 7° 27′ 37,7″ O; CH1903: 601662 / 199122